# Alison Wonderland
Ne doit pas être confondu avec Alice in Wonderland.
Alison Wonderland, de son vrai nom Alexandra Sholler, est une DJ, chanteuse et productrice australienne de musique électronique. Son premier album, Run, sorti le 20 mars 2015, est disque d'or en Australie où il atteint la 6e place des charts ARIA. Son deuxième album, Awake, a quant à lui atteint la première place du classement Billboard des albums Dance/Electronic à sa sortie en 2018. Cette même année, le magazine DJ Mag la consacre 96e meilleur DJ. Elle est aussi la DJ féminine la plus rémunérée de l'histoire du festival Coachella. En dehors de la musique, elle s'est exprimée publiquement sur ses troubles mentaux (en particulier sa dépression), expérience qu'elle partage fréquemment avec ses fans.

## Biographie
Alexandra Sholler nait le 27 septembre 1986 à Sydney. Elle y grandit et y découvre la musique en suivant une formation classique, elle est violoncelliste pour le Sydney Youth Opera. Elle se consacre plus tard à la basse pour quelques groupes indépendants locaux. Elle développe ensuite un intérêt pour la musique électronique après avoir assisté à un DJ Set en club. Elle décrit cette expérience ainsi : « Je suis sorti dans un club qui s'appelait Candy's Apartment [...] Quelqu'un a joué Silent Shout par The Knife [...] Je me rappelle juste avoir complètement plané [...] et être allé demander au DJ "C'est quoi ce morceau ? S'il-te-plaît dis à quelqu'un quel est ce morceau, parce qu'il est incroyable." »,
Ses premières productions, des remixes, sortent en 2012. Elle reprend par exemple le titre I Wish I Never Met You de Sam Sparro, qui apparait en bonus sur la version japonaise de son deuxième album, Return to Paradise. Cette même année, elle suit la tournée du festival Parklife, se produisant dans les parcs des villes australiennes de septembre à octobre. Sa set-list comprenait les remixes I Wish I Never Met You de Sparro et Blue Eyes (Alison Wonderland Remix) de Ladyhawke.
Son premier single Get Ready en featuring avec Fishing sort en 2013. Il est co-produit avec Brendan Picchio, Russell Fitzgibbon et Douglas Wright, ces deux derniers formant le duo Fishing. Elle signe ce morceau sur EMI Music Australia (appartenant à Universal Music Australia) en 2014. Elle se lance alors dans une tournée nationale où elle remplit des hangars.
Le 27 juin 2014, Alison Wonderland sort son premier EP Calm Down dont deux singles sont extraits :Cold et I Want U . Ce dernier, écrit avec Djemba Djemba, se hisse à la 38e place du classement des singles de l'ARIA et devient certifié or. C'est alors son plus gros succès.
Début 2015, elle sort le titre U Don't Know, sur lequel Wayne Coyne du groupe The Flaming Lips pose sa voix. Le clip associé gagne rapidement en popularité, notamment de par le rôle principal confié à Christopher Mintz-Plasse aux côtés d'Alison Wonderland,. Le titre atteint la 63e place des charts australiens.
Peu après, Alison Wonderland sort son premier album, Run. Plusieurs autres artistes australiens y contribuent, notamment Slumberjack et SAFIA ainsi que les producteurs Djemba Djemba, Awe et Lido. L'album est un succès en Australie et en Nouvelle-Zélande, où il atteint respectivement les 6e et 12e place des charts locaux,. L'album est loué pour sa diversité et pour l'implication dont fait preuve Alison Wonderland, créditée à l'écriture, la voix et la production. Le titre qui donne son nom à l'album, Run, sort en single le 11 juin de la même année, accompagné d'un clip. Il est suivi de 2 autres titres : Take It to Reality avec SAFIA le 4 août 2015 et Games le 9 septembre. Une édition deluxe de l'album sort le 30 octobre. Elle inclut des remixes de U Don't Know, I Want U, Games, Run et Get Ready.
Ces productions lui valent d'être nommée dans deux catégories aux ARIA Music Awards de 2015 : Meilleur Album Dance pour le single Run et Meilleur Clip pour U Don't Know avec Wayne Coyne. Elle faisait partie des huit nommées à obtenir deux nominations. Par ailleurs, Run se place 59e sur le classement Hottest 100 de 2015 de Triple J.
En 2016, elle présente en avant-première un nouveau morceau, Messiah, lors d'un concert. Celui-ci inclut plus d'éléments pop que ses précédentes productions.Il sort en single à la fin de l'année et le producteur hip-hop australien M-Phazes y est crédité.
Le 22 septembre 2017, Alison Wonderland est nommée Nouvelle Artiste de l'année aux Electronic Music Awards. Le 21 octobre 2017, elle se classe 89e DJ du Top 100 du DJ Mag.
Le 9 novembre 2017, elle sort un nouveau titre, Happy Place, puis un deuxième album : Awake,. Kat Bein, du magazine Billboard, estime que ce titre « joue délibérément sur les violents hauts et les bas de la maladie mentale. Il s'ouvre sur des cordes aériennes et des carillons ramenant sur terre, pendant que Wonderland chante sa lutte pour voir la vie du côté ensoleillé. La tension monte à mesure que le morceau nous amène dans une jungle de bruits détonants, nous donnant l'une des plus furieuses créations de Wonderland à ce jour. »,.
En 2018, Alison Wonderland révèle qu'elle lutte depuis plusieurs années contre la dépression et les pensées noires, dues à une relation abusive. Elle est ainsi passée par des phases d'anorexie et d'isolement social et en est même venu à tenter de se suicider. Elle indique que l'écriture des paroles de son album Awake de 2017 fut thérapeutique.
En 2019, après consultation de ses managers et médecins, elle décide d'annuler plusieurs concerts en Europe pour se concentrer sur sa santé mentale. De nombreux collègues DJ, artistes de la scène EDM et fans la soutiennent dans cette démarche.
En 2020, elle est à l'affiche du documentaire Underplayed, film qui décrit les problématiques de représentation des femmes dans la musique électronique.
Le 23 septembre 2020, elle sort le single Bad Things, prémices d'un troisième album à venir pour 2021,.

## Discographie

### Singles
- 2013 : Get ready (featuring Fishing)
- 2014 : I Want U
- 2014 : Cold
- 2015 : U Don't Know (featuring Wayne Coyne)
- 2015 : Run
- 2015 : Games
- 2016 : Messiah (avec M-Phazes)
- 2017 : Happy Place
- 2018 : Church
- 2018 : No
- 2018 : High (featuring Trippie Redd)
- 2018 : Easy
- 2019 : Lost My Mind (avec Dillon Francis)
- 2019 : Peace
- 2019 : Time (avec Quix)
- 2020 : W.W.C.D.B. (avec phem)
- 2020 : Bad Things
- 2020 : Anything (avec Valentino Khan)

### Remixes
- 2012 : Ladyhawke - Blue Eyes
- 2012 : 360 - Boys Like You
- 2012 : Little Dragon: Shuffle a Dream
- 2014 : Crooked Colours - Come Down
- 2015 : Duke Dumont - Ocean Drive
- 2015 : Hermitude - The Buzz
- 2015 : Justin Bieber - What Do You Mean?
- 2017 : Lido - Crazy
- 2017 : Dua Lipa - New Rules